# Tomas Lochman
Tomas Lochman (* 1959 in Prag) ist ein Schweizer Klassischer Archäologe.

## Leben
Tomas Lochman ist ein Sohn des tschechischen evangelischen Theologen Jan Milič Lochman (1922–2004), der ab 1968 an der Universität Basel lehrte. Er studierte Klassische Archäologie, Kunstgeschichte und Allgemeine Geschichte an der Universität Basel, schloss 1986 mit dem Lizenziat ab und 1993 mit einer Arbeit zu römischen Reliefs aus Phrygien promoviert. 1986 wurde er wissenschaftlicher Mitarbeiter am Antikenmuseum Basel. Von 1993 bis 2013 war er Leiter der angegliederten Skulpturhalle. Unter Lochmans Leitung realisierte die Skulpturhalle Basel zahlreiche stark beachtete Sonderausstellungen, so zu Antike im Comic (1999), zur Personifikation der Basilea (2001), zu dem spätklassizistischen Bildhauer Ferdinand Schlöth (2004/05) und zu Antike im Kino (2008). Von 2013 bis zu seiner Pensionierung Ende März 2024 war er als Kurator am Antikenmuseum Basel tätig.

## Veröffentlichungen (Auswahl)
- mit Ute Gottschall Henkel: Sehnsucht Antike. Johann Rudolf Burckhardt und die Anfänge der Basler Abgußsammlung. Skulpturhalle, Basel 1995.
- (Hrsg.): "Antico-mix". Antike in Comics. Skulpturhalle, Basel 1999, ISBN 3-905057-12-3.
- mit Stefan Hess (Hrsg.): Basilea. Ein Beispiel städtischer Repräsentation in weiblicher Gestalt. Begleitpublikation zur Ausstellung "Basileia - die unbekannte Stadtgöttin", Skulpturhalle Basel, 23. Mai-11. November 2001. Schwabe, Basel 2001, ISBN 3-7965-1737-4.
- Studien zu kaiserzeitlichen Grab- und Votivreliefs aus Phrygien. Skulpturhalle, Basel 2003, ISBN 3-905057-13-1 (Dissertation).
- mit Stefan Hess (Hrsg.): Klassische Schönheit und vaterländisches Heldentum. Der Basler Bildhauer Ferdinand Schlöth (1818–1891). Katalog zur gleichnamigen Ausstellung in der Skulpturhalle Basel, 10. Dezember 2004 bis 12. März 2005. Skulpturhalle Basel, Basel 2004, ISBN 3-905057-20-4.
- mit Thomas Späth, Adrian Stähli (Hrsg.): Antike im Kino. Auf dem Weg zu einer Kulturgeschichte des Antikenfilms. Skulpturhalle, Basel 2008, ISBN 978-3-90505726-3.
- Herkunft und Gegenwart. Ludwig Stocker in der Skulpturhalle Basel. Skulpturhalle, Basel 2009, ISBN 978-3-90505726-3.
- mit Gianna A. Mina (Hrsg.): Carl Burckhardt 1878–1923. Ein Bildhauer zwischen Basel, Rom und Ligornetto / Uno scultore tra Basilea, Roma e Ligornetto. Christoph Merian Verlag, Basel 2018, ISBN 978-3-85616-876-6.
- mit Andrea Bignasca, Esaù Dozio, Laurent Gorgerat, André Wiese: 101 Meisterwerke. Antikenmuseum Basel und Sammlung Ludwig, Basel 2022, ISBN 978-3-905057-41-6.